# Saint-Éloy-d’Allier
Saint-Éloy-d’Allier – miejscowość i gmina we Francji, w regionie Owernia-Rodan-Alpy, w departamencie Allier.

## Demografia
Według danych na rok 1990 gminę zamieszkiwały 63 osoby, a gęstość zaludnienia wynosiła 5 osób/km². W styczniu 2015 r. Saint-Éloy-d’Allier zamieszkiwały 53 osoby, przy gęstości zaludnienia 4,2 osób/km².